# Калузька (станція метро)
55°39′26″ пн. ш. 37°32′25″ сх. д. / 55.65722° пн. ш. 37.54028° сх. д.
«Калузька» (рос. Калужская) — станція Калузько-Ризької лінії Московського метрополітену. Розташована між станціями «Нові Черемушки» і «Беляєво».
Станція побудована в 1974 у складі черги «Нові Черемушки» — «Беляєво».

## Вестибюлі
Наземний вестибюль відсутній, вихід у місто здійснюється по підземних переходах на вулиці Профсоюзна, Обручева, Старокалузьке шосе, проїзди Науковий, Хлібобулочний, а також площу Академіка Келдиша.

## Пересадки
- Метростанцію  Воронцовська
- Автобуси: м84, е12, 1, 41, с163, 196, 224, 226, 235, 246, 295, 404, 642, 642к, 699, 816, 938, т72, П1

## Технічна характеристика
Конструкція станції — колонна трипрогінна мілкого закладення (глибина закладення — 10 м). Конструкція основного залу станції схожа на типовий проєкт, відомий як «сороконіжка», але відрізняється від нього кількістю і кроком колон (2 ряди по 26 колон з кроком в ряду 6,5 м).

## Колійний розвиток
Станція без колійного розвитку.

## Оздоблення
Колони оздоблені рожевим Байкальським мармуром; колійні стіни оздоблено білою керамічною плиткою і декоровано металевими вставками; підлога викладена сірим гранітом.